# Euroloop
Euroloop est un parcours de montagnes russes en métal situé à Fabrikus World à Vias-Plages, France.

## Description
Vekoma est le constructeur de la structure et les trains proviennent d'Arrow Dynamics. Le modèle de ce parcours de montagnes russes en métal est le double loop corkscrew.
Le parcours est composé d'un lift de 29 mètres, puis d'une descente de 22 mètres suivie directement de deux loopings. Il se poursuit avec un passage avec deux tire-bouchons puis d'une descente en hélice.
Il s'agit de l'une des attractions de ce type les plus spectaculaires en France : elle possède quatre inversions, après les parcours du parc Astérix et The Monster,.

## Histoire
Un parcours du modèle double loop corkscrew ouvre le 12 avril 1981 à Efteling sous le nom de Python. À la suite de son succès, Mirapolis acquiert le Miralooping auprès du constructeur Vekoma ressemblant en tous points au Python. Le parcours de montagnes russes ouvre en juillet 1988 à Mirapolis, un des grands parcs d'attractions en France à l'époque. D'un montant de 45 millions de francs, 6,8 millions d'euros, ses piliers sont de couleur verte et ses rails de guidage sont de couleur orange. La couleur du train est orange avec une bande jaune. Il est le quatrième modèle double loop corkscrew fabriqué par Vekoma et détient alors le record du nombre d'inversions en France. En 1989, le parc Astérix lui ravit la place avec le Goudurix et ses sept inversions. À la suite d'énormes difficultés financières, Mirapolis ferme en 1991.
Après la fermeture du parc, Spreepark achète et entame la construction de Miralooping en 1992 où il est exploité sous le nom de Mega Looping Bahn. Les rails y sont repeints en rouge par la suite. En 2001, Spreepark ferme à cause d'importantes dettes. Les montagnes russes restent sur place jusqu'en 2003 lorsqu'elles sont achetées par Europark, devenu depuis Fabrikus World, pour 500 000 euros.
Avec de nouvelles couleurs, l'attraction ouvre en 2004. Ses piliers sont de couleur jaune et ses rails de guidage sont de couleur mauve. Les couleurs du train sont jaune et orange. Certaines sections des rails et des poteaux sont dotées de lampes néon. Vingt ans après son ouverture, ce parcours de montagnes russes est toujours sur la deuxième marche du podium français. En juillet 2010, il descend d'une marche après l'inauguration du Monster à Walygator Grand Est. Il perd encore une place en 2012 à la suite de la construction d'OzIris au parc Astérix.

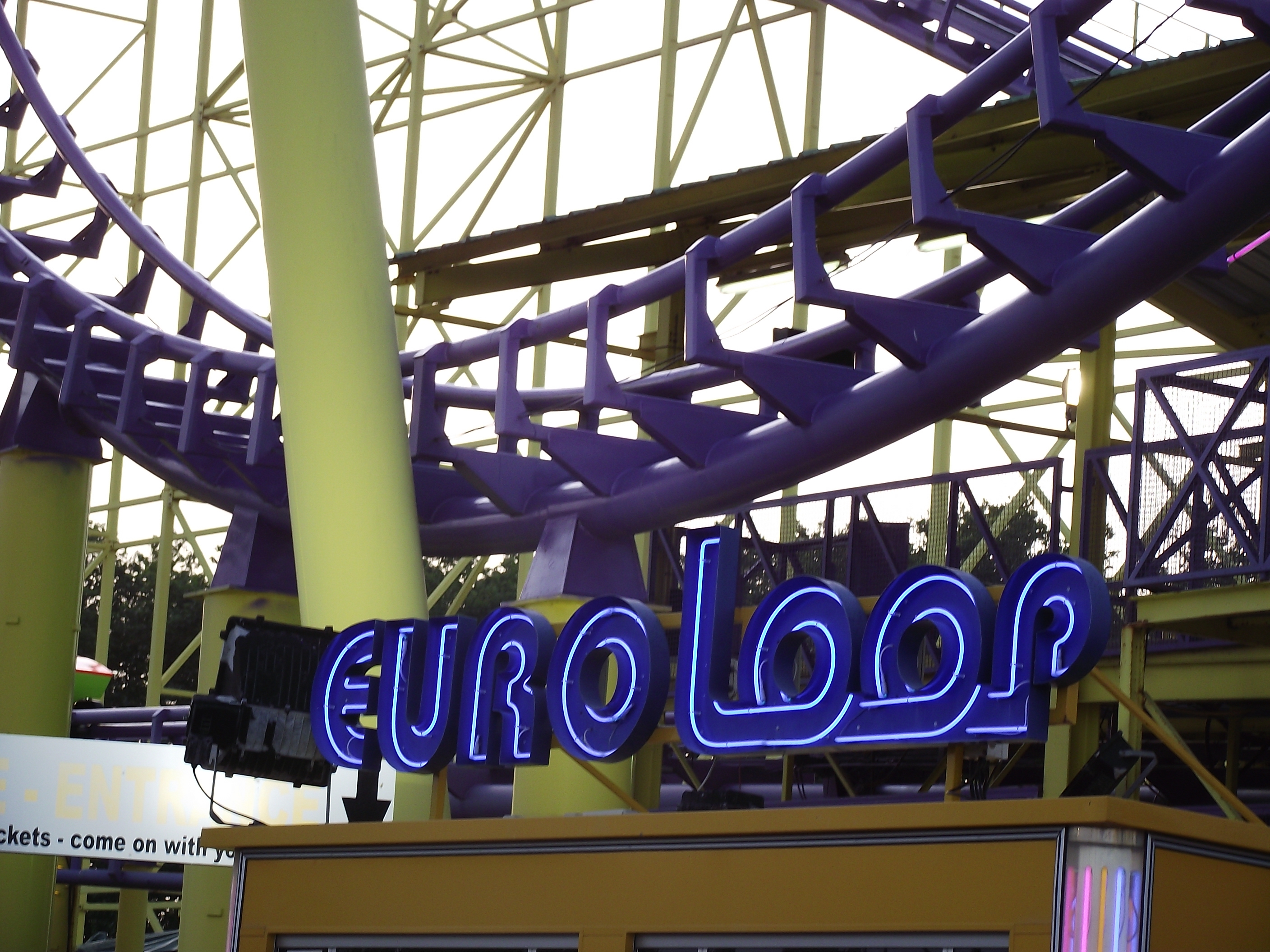
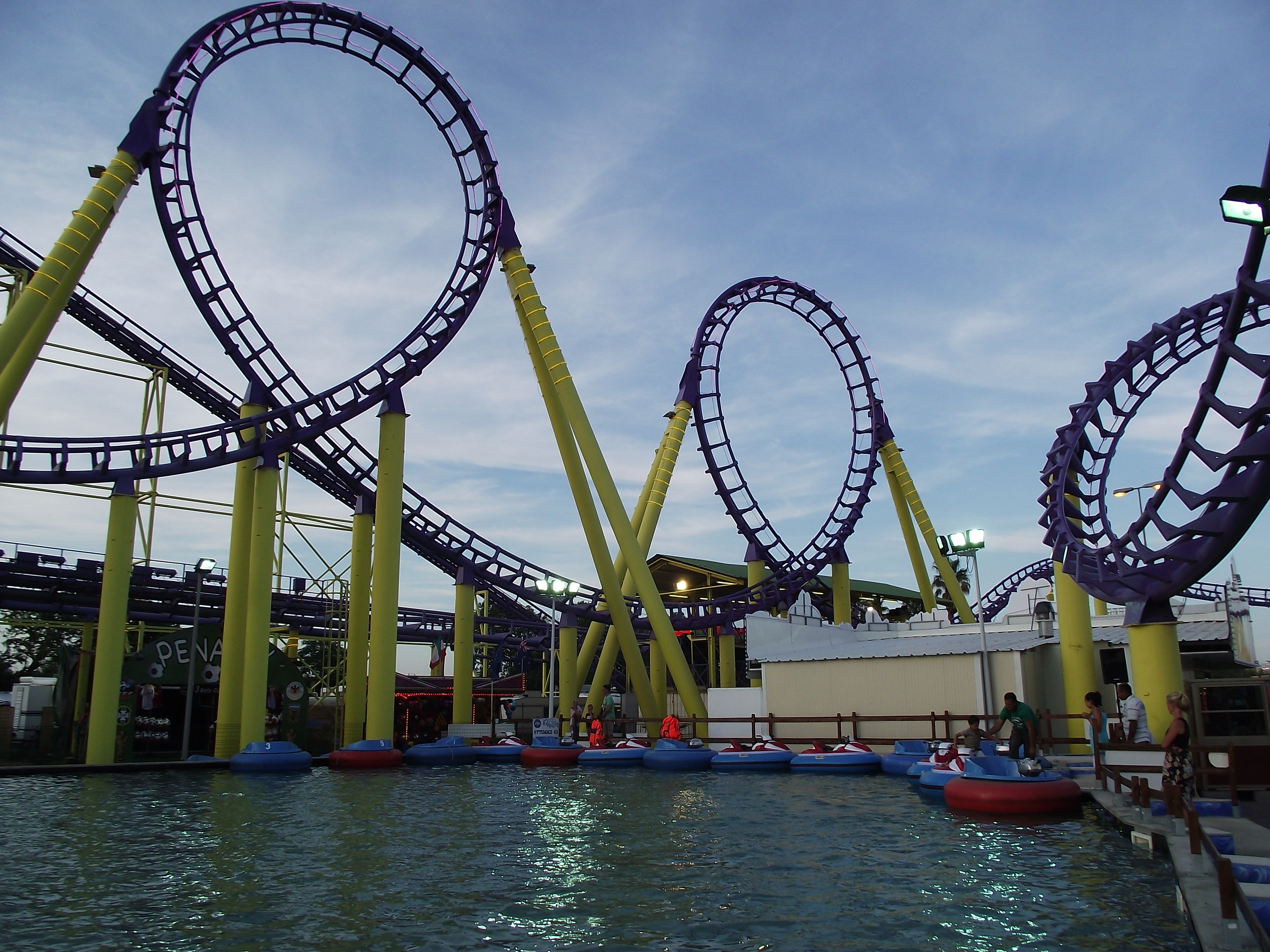
Les deux loopings.
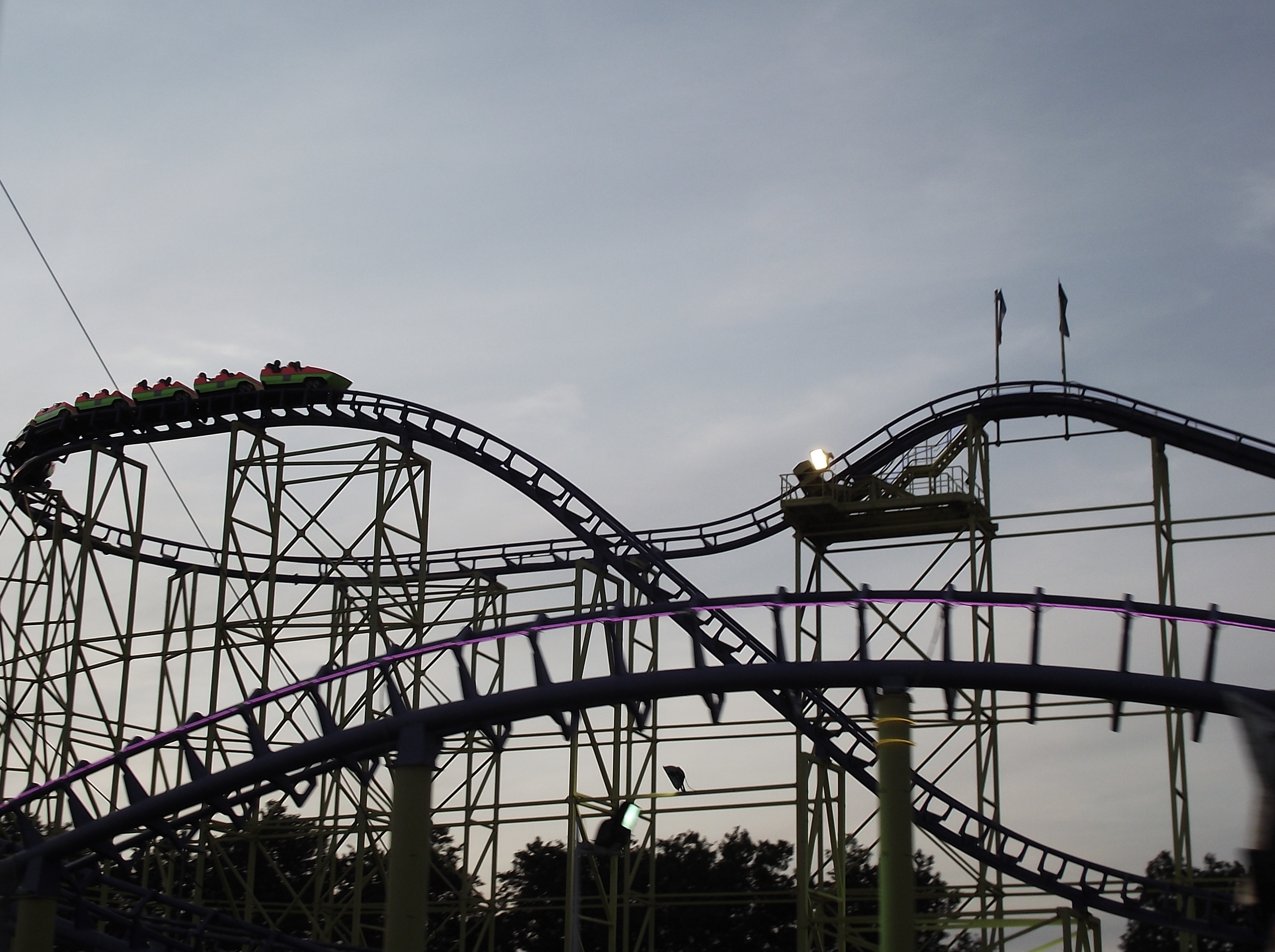
En haut du lift.

## Modèle en série
Il existe trois autres modèles double loop corkscrew.
Le tout premier modèle double loop corkscrew se situe dans le parc néerlandais Efteling et est à l'époque les plus grandes montagnes russes sur le continent européen. Les deux trains MK1212 actuels du Python datent de 2011 et proviennent de Vekoma. Hormis le lift, la première descente et la zone de freins finale, l'entièreté du circuit est remplacé par Vekoma en 2017 et 2018. Les montagnes russes renouvelées ouvrent avec un parcours légèrement recalibré pour le confort des visiteurs le 31 mars 2018.
En 1983 est inauguré Montaña Rusa dans le parc vénézuélien Diverland qui fonctionne encore avec des trains Arrow.
Magic Mountain ouvre en 1985 dans le parc italien Gardaland. L'attraction possède depuis 2009 des trains MK1212 de Vekoma. Le thème change en 2017, les montagnes russes sont rebaptisées Shaman et reçoivent une thématique amérindienne. Les passagers sont dotés de casques virtuels uniquement pour la saison 2017.

## Données techniques
- Longueur : 749,8 m[3]
- Hauteur : 30 m
- Hauteur chute : 22 m
- Inversions : 4 (2 loopings et 2 tire-bouchons).
- Modèle : double loop corkscrew.
- Vitesse : 65 km/h.
- Constructeurs : Arrow : trains, Vekoma : structure.
- Nombre de trains : 1 train de 7 wagons, avec 2 rangées de 2 sièges par wagon ; 28 passagers par train.